# 葉潔馨
葉潔馨（英語：Kitty Ip Kit Hing，1946年—），前香港著名電視劇監製。香港傳播界資深行政人，報刊專欄作者。她於1968年加入無綫電視，1978年跳槽至佳藝電視，繼而轉投香港電台電視部。至1980年代轉戰電影圈，又曾任香港商業電台高層。1990年代往後專注公關工作至今。

## 背景
葉潔馨在1958年畢業於西營盤醫院道官立學校育才女子小學（Sir Ellis Kadoorie Primary School of Girls ），同屆同學尚有前立法局非官守議員梁煒彤。葉潔馨後來與梁氏一同在1958年考入庇理羅士女子中學，並於1963年中五畢業。1968年曾參與香港專上學生聯會舉辦的第3屆戲劇節（一同合作的拍檔有後來成為企業家的梁鳳儀和路勁地產集團與路勁基建董事局主席單偉豹）；同年從香港中文大學社會學系學士畢業後（主修社會學），加入剛啟播不久的電視廣播有限公司。先後任編導及製作總監、 嘉禾電影公司策劃/製作經理、香港電台電視部監製、商業電台一台節目總監，現為靈活聯繫市場推廣有限公司總裁。曾以推廣舞台劇《劍雪浮生》獲空前成功，而獲電視廣播有限公司及香港管理學會頒發市場推廣金獎。

## 個人生活
葉潔馨的前夫是電影導演譚家明，2人於1990年代初離婚。

## 編導列表

### 電視劇（無綫電視）
- 1973年：73
- 1975年：73（第2輯）、經紀日記

## 監製列表

### 電視劇（無綫電視）
- 1975年：相見好
- 1976年：少年十五二十時、甜姐兒、相見好II
- 1977年：大報復（與周梁淑怡合作）、家變（與周梁淑怡合作）、霸王谷、烏龍捕快、人頭馬百變財神變則通、小人物（與劉芳剛合作）、無名英雄
- 1978年：兩公婆

### 節目（無綫電視）
- 2016年 敢創·香港

### 電視劇（佳藝電視）
- 1978年：金刀情俠、名流情史（與周梁淑怡合作）

### 電視劇（香港電台）
- 1984年：香江歲月

## 電影作品

### 策劃

#### 1980年
- 名劍
- 錢作怪
- 夜車

#### 1981年
- 龍咁威
- 粉骷髏
- 公子嬌

## 外部連結
- 葉潔馨在香港影庫上的簡介
- 記招前董建華搵葉潔馨密斟 （页面存档备份，存于）
- 葉潔馨 一匡絮語 （页面存档备份，存于）